# 해나 아인바인더
해나 아인바인더(영어: Hannah Einbinder, 1995년 5월 21일 ~ )는 미국의 스탠드업 코미디언, 배우이다. HBO 맥스 드라마 《나의 직장상사는 코미디언》(2021-현재)으로 프라임타임 에미상, 골든 글로브상 후보에 올랐다.

## 출연 작품

### 텔레비전
- 나의 직장상사는 코미디언 (2021-현재)
- 세계사 Part 2 (2023, History of the World, Part II) - 어밀리아 에어하트 역
- 줄리아 (2023, Julia)